# XXXXIII Korpus Armijny (III Rzesza)
XXXXIII Korpus Armijny – jeden z niemieckich korpusów piechoty, uczestniczył w agresji na Francję i ataku na Związek Radziecki.
Sformowany 15 kwietnia 1940 roku w Hanowerze. W 1940 roku brał udział w inwazji na Francję, a od 1941 roku uczestniczył w ataku na ZSRR. Walki na terytorium Związku Radzieckiego przeciw Armii Czerwonej prowadził w latach 1941–1944. Latem 1942 roku XXXXIII KA dowodził gen. Joachim von Kortzfleisch i wchodził on w skład 4 Armii. Jesienią 1944 roku wchodząc w skład 16 Armii zajmował pozycje na cyplu wyspy Sarema, blokując wejście do Zatoki Ryskiej. Kapitulacja XXXXIII KA miało miejsce pod Linzem w Austrii.

## Dowódcy korpusu
- gen. por. Hermann Ritter von Speck kwiecień 1940 - 31.05.1940
- gen. por. Franz Böhme 31.05.1940 - 17.06.1940
- gen. Gotthard Heinrici 17.06.1940 - 20.01.1942
- gen. por. Gerhard Berthold 20.01.1942 - 1.01.1942
- gen. Kurt Brennecke 1.02.1942 - 28.02.1942
- gen. Joachim von Kortzfleisch 28.06.1942 - 15.08.1942
- gen. Kurt Brennecke 15.08.1942 - 23.01.1943
- gen. Karl von Oven 24.01.1943 - 25.03.1944
- gen. Ehrenfried Boege 25.03.1944 - 3.09.1944
- gen. Kurt Versock 3.09.1944 - 20.04.1945
- gen. Arthur Kullmer 20.04.1945 - do kapitulacji

## Struktura organizacyjna
Skład latem 1942 roku:
- 31 Dywizja Piechoty
- 34 Dywizja Piechoty
- 137 Dywizja Piechoty

Skład w czerwcu 1944 roku:
- 11 Dywizja Piechoty
- 122 Dywizja Piechoty